# Tehuis voor niet-werkenden
Tehuis voor niet-werkenden, in Vlaanderen, is een residentiële voorziening waar personen met een handicap die niet zelfstandig zonder voldoende begeleiding kunnen wonen of thuis te intensieve zorg vergen, en die niet (voldoende) beschikken over arbeidsvaardigheden, permanent verblijven.

## Historische evolutie
De meeste tehuizen voor niet-werkenden in Vlaanderen zijn mettertijd vanuit een christelijke of rooms-katholieke inspiratie geëvolueerd naar een pluralistische zorgfilosofie. 

## Toegangsvoorwaarde
Een tehuis voor niet-werkenden moet een erkenning aanvragen bij de Vlaamse overheid, die bevoegd is, meer bepaald bij het Vlaams Agentschap voor Personen met een Handicap. De doelgroep die zij opneemt moet tevens een erkenning voor de gekozen zorgvorm hebben, en die aantonen via een medisch dossier. 

## Doelstelling
Het doel van een tehuis voor niet-werkenden is enerzijds het scheppen van een gezinsvervangend milieu en anderzijds het aanleren van nieuwe en ondersteunen van bestaande sociale -, arbeids - en vrijetijdsvaardigheden. Het is dus zowel curatief als preventief.

## Werking
Naargelang de handicap van de doelgroep (verstandelijke, fysieke, meervoudige) zal de werking anders georganiseerd worden.
Doorgaans blijft hiernagenoemde structuur in elke voorziening min of meer bestaan.

### Intake
Een sociale dienst staat vaak in voor het onthaal, eerste officiële kennismaking of de intake plus de verdere opvolging o.a. naar familie of externe diensten (= instanties buiten de instelling) toe. Bij de intake wordt meteen gepolst naar de nodige goedkeuring of zorgoriëntatie van het Vlaams Agentschap voor Personen met een Handicap.

### Verblijf
Intramurale zorg

#### Behuizing
De personen met handicap wonen op kamers, meestal eenpersoons of tweepersoons, aangekleed met vast meubilair, eigen meubelen en persoonlijke spullen. Er is gewoonlijk een private sanitaire ruimte met een toilet en wastafel. De aangepaste badkamers of douchecellen zijn gemeenschappelijk en worden meestal onder begeleiding van speciaal daartoe opgeleid personeel gebruikt. Er zijn dikwijls ook per afdeling gemeenschappelijke leefruimtes ter bevordering van het sociaal contact onder de bewoners.

#### Specifieke zorg
Een aantal tehuizen voor niet-werkenden vangen personen op met uiteenlopende handicaps die ondergebracht worden in een speciaal uitgeruste afdeling zowel op vlak van personeelsbegeleiding, accommodatie als infrastructuur. 
Zo vereisen mensen met een verstandelijke handicap andere zorgen dan mensen met een fysieke of lichamelijke handicap. Alles hangt af van de behoeftepatronen voortvloeiend uit de beperkte of uitzonderlijk goed (bijvoorbeeld hoogbegaafden) ontwikkelde mogelijkheden. 
In de persoonsgerichte en groepsgerichte benaderingen van personen met een handicap worden verschillende accenten of klemtonen gelegd naargelang de aard van de handicap. Uiteraard zijn er ook gespecialiseerde voorzieningen voor mensen met een bepaalde handicap, zoals personen met autisme. 
Andere aanwezige functionele ruimtes dan de reeds genoemde zijn een cafetaria ten behoeve van familiebezoek of grote ontspanningsactiviteiten zoals bijvoorbeeld een optreden. Verder zijn er dikwijls aparte zalen voor (groeps)kinesitherapie (= bewegingsoefeningen om het lichaam zo soepel mogelijk te houden) of ergotherapie (= recreatie en vaardigheidstraining).

### Zorgfilosofie
De werking die gericht is op zorg en stimulering van de zelfredzaamheid maar ook ontspannend is, steunt in hoofdzaak op diverse (zorg-)teams van professionele medewerkers elk met hun eigen takenpakket. Daarenboven is er ook het onderhouds- en keukenpersoneel, een technische dienst enz.. Aanvullende taken zoals bewonersondersteuning bij een wandeling en de bediening in de cafetaria worden meestal door vrijwilligers gedaan. Deze laatste zijn vaak verwanten van de gasten of sympathisanten uit de onmiddellijke omgeving van de instelling. 
Kwaliteitsvolle gehandicaptenzorg vergt een belangrijke investering van de samenleving (financieel) en van de rechtstreeks betrokken personeelsleden (beroepsliefde). Ook kwaliteitszorg kan hiertoe bijdragen.

### Zorgspectrum

#### Bezigheidstehuis
Een tehuis voor niet-werkenden vormt vaak een geheel met een bezigheidstehuis, dat soms binnen hetzelfde gebouw huist. 

#### Dagcentrum
Steeds meer residentiële voorzieningen voor personen met een handicap hebben naast een tehuis voor niet-werkenden ook een (ambulant) dagcentrum. De term dagverzorgingscentrum is als term voorbehouden voor ouderen of bejaarden.

#### Dienst begeleid wonen
Aanvullend kan ook een dienst voor begeleid wonen deel uitmaken van de zorgvoorziening.

#### Zorgboerderij
Een vrij recent fenomeen en zorgmodel dat doorgebroken is sinds het einde van de twintigste eeuw en waarop onder meer instellingen uit de Nederlandse en Vlaamse gehandicaptensector gretig inspelen is dat van de zogenaamde zorgboerderijen of kijkboerderijen.

#### Minder Mobielen Centrale
Inzake vervoer buiten de instelling kunnen de bewoners in Vlaanderen eventueel een beroep doen op een Minder Mobielen Centrale.